# Fuck It Up
Fuck It Up è un singolo della rapper australiana Iggy Azalea in collaborazione con la rapper Kash Doll pubblicato il 19 luglio come terzo singolo estratto dall'album In My Defense.
Il brano è stato prodotto da J. White Did It.

## Video musicale
Il video musicale è stato girato su l'11 luglio 2019 ed è stato pubblicato il 19 dello stesso mese. Il video vede il cameo della celebrità di internet Nikita Dragun.

## Tracce
Testi e musiche di Amethyst Kelly, Arkeisha Knight, Anthony White.
1. Fuck It Up – 2:51